# Jaliscoa
Jaliscoa là một chi thực vật có hoa trong họ Cúc (Asteraceae).

## Loài
Chi Jaliscoa gồm các loài: